# خط حقیقی

خط حقیقی، صفر مبدأ، اعداد مثبت در سمت راست و اعداد منفی در سمت چپ

در ریاضیات، خط حقیقی یا خط اعداد حقیقی خطی است که نقاط آن اعداد حقیقی هستند. خط حقیقی در واقع همان R۱ یا فضای اقلیدسی یک بعدی است.

## به‌عنوان فضای متری
تابع d بر R × R با ضابطهٔ
یک متریک برای R است. فضای متری (d,‏R) را خط حقیقی اقلیدسی یا فضای اقلیدسی یک بعدی خوانیم.